# Kalitengah (Panggungrejo)
Kalitengah is een bestuurslaag in het regentschap Blitar van de provincie Oost-Java, Indonesië. Kalitengah telt 6038 inwoners (volkstelling 2010).